# صرارة
الصرارة أو وَكّال الحناش أو عقاب الحيات أو عقاب الأفاعي أو أبو صُوَّي في الشام وفي الشرق العربي (الاسم العلمي: Circaetus) هي جنس من الطيور تتبع الفصيلة البازية من رتبة الصقريات.

## أنواع الصرارة
- صرارة بلاد الغال
- صرارة سوداء الصدر
- صرارة رمادية
- صرارة مخططة جنوبية
- صرارة مخططة